# Felicjan Niegolewski
Felicjan Niegolewski herbu Grzymała (ur. w 1759, zm. 9 sierpnia 1815 roku) – stolnik wschowski w 1787 roku, konsyliarz województwa poznańskiego w konfederacji targowickiej 1792 roku, uczestnik insurekcji kościuszkowskiej, kawaler Orderu Orła Białego.
Miał dwanaścioro dzieci, w tym Andrzeja Niegolewskiego.